# Czarna (gmina w powiecie dębickim)
Czarna (dawniej gmina Czarna ad Tarnów) – gmina wiejska w województwie podkarpackim, w powiecie dębickim. Siedzibą gminy jest Czarna.
Przed 1945 rokiem teren obecnej gminy Czarna należał do województwa krakowskiego, po zakończeniu II wojny światowej weszła w skład nowo utworzonego województwa rzeszowskiego. W latach 1975–1998 gmina administracyjnie należało do województwa tarnowskiego.
Powierzchnia gminy wynosi 147 km². Liczba mieszkańców na dzień 31 grudnia 2016 roku wynosiła 13 083 osoby.
Przez gminę przechodzi dwutorowa, zelektryfikowana linia kolejowa nr 91 (Kraków Główny – Medyka) z przystankiem kolejowym Czarna Tarnowska. Gminę przecina autostrada A4, z której nie ma zjazdu na terenie gminy, najbliższy zjazd Dębica Zachód znajduje się na wschód od gminy. Na terenie gminy jest miejsce obsługi podróżnych tej autostrady.

## Demografia

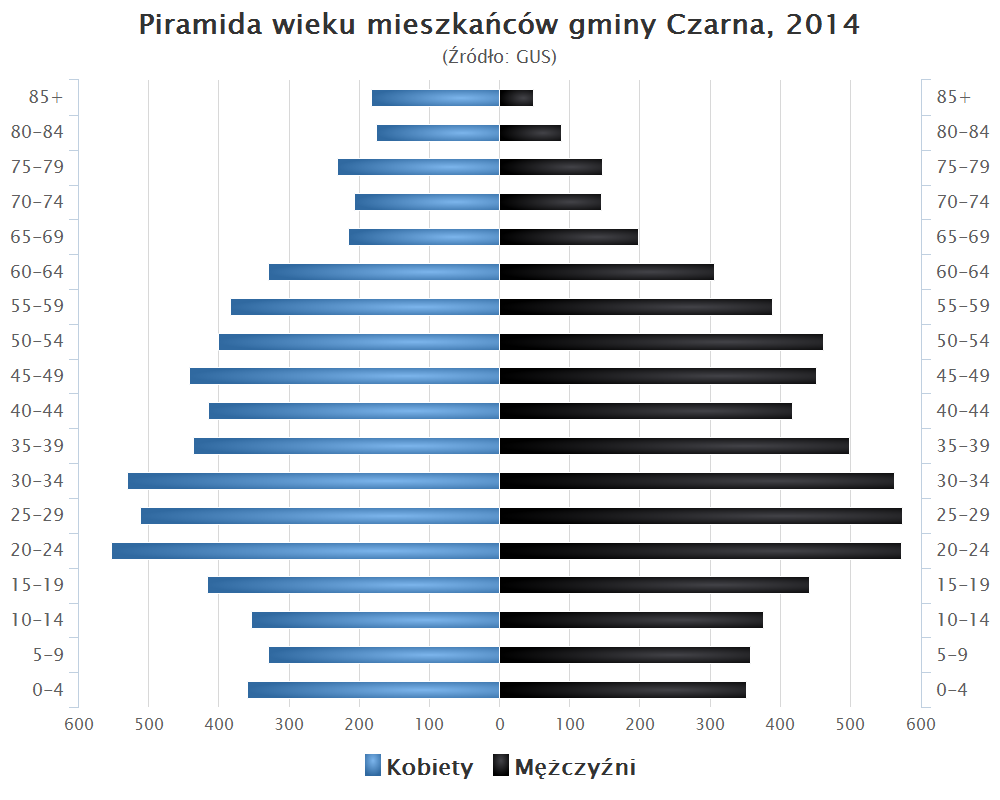
Piramida wieku mieszkańców gminy Czarna w 2014 roku

## Sołectwa
Borowa, Chotowa, Czarna, Głowaczowa, Golemki, Grabiny, Jaźwiny, Podlesie, Przeryty Bór, Przyborów, Róża, Stara Jastrząbka, Stary Jawornik, Żdżary

## Sąsiednie gminy
Dębica (gm. wiejska), Dębica, Lisia Góra, Pilzno, Radgoszcz, Radomyśl Wielki, Skrzyszów, Tarnów, Żyraków